# Periclimenes thermohydrophilus
Periclimenes thermohydrophilus is een garnalensoort uit de familie van de Palaemonidae. De wetenschappelijke naam van de soort is voor het eerst geldig gepubliceerd in 2001 door Hayashi & Ohtomi.